# Milan Stojadinović
Milan Stojadinović (em sérvio cirílico: Милан Стојадиновић; 4 de agosto de 1888 - 26 de outubro de 1961) foi um político sérvio e iugoslavo e um notório economista. De 1935 até 1939 serviu como primeiro-ministro do Reino da Iugoslávia.
Nascido em Čačak, estudou economia em Belgrado e na Europa Ocidental. A partir de 1912, trabalhou no Ministério das Finanças sérvio, e depois da guerra, atuou como ministro das Finanças nos governos de Nikola Pašić.
Afastado da política durante o período da ditadura real, foi nomeado primeiro-ministro de surpresa em 1935, como uma figura sem nenhuma relação clara com ela e com o objetivo de resolver o problema do nacionalismo croata. Foi incapaz de fazê-lo, embora suas medidas econômicas favoreceram o desenvolvimento do país. Na política externa, abandonou os aliados tradicionais da Iugoslávia (Grã-Bretanha e, especialmente, França), para se aproximar das potências fascistas, principais parceiros comerciais da Iugoslávia.
Obteve uma vitória eleitoral pouco convincente sobre a oposição em dezembro de 1938 e foi forçado a deixar a presidência do Conselho de Ministros em fevereiro do ano seguinte. Suas tendências autoritárias e incapacidade de chegar a um acordo com os políticos croatas precipitou sua destituição. O governo iugoslavo terminou o aprisionando e mais tarde o entregando aos britânicos para exílio. Passou a Segunda Guerra Mundial nas Ilhas Maurício e mais tarde no exílio na Argentina, onde trabalhou como jornalista especializado em economia até sua morte em 1961.